# Szépvölgy
Szépvölgy ([ˈseːpvølɟ]) est un quartier de Budapest situé dans le 2e arrondissement. 